# Papiamenta savonet
Espèce
Papiamenta savonet est une espèce d'araignées aranéomorphes de la famille des Pholcidae.

## Distribution
Cette espèce est endémique de Curaçao.

## Description
Le mâle holotype mesure 2,0 mm et la femelle paratype 2,3 mm.

## Étymologie
Son nom d'espèce lui a été donné en référence au lieu de sa découverte, Savonet.

## Publication originale
- Huber, 2000 : New World pholcid spiders (Araneae: Pholcidae): A revision at generic level.Bulletin of the American Museum of Natural History, no 254, p. 1-348 (texte intégral) .